# Andrzej Chołoniewski (wojskowy)
Andrzej Adam Chołoniewski de Myszka herbu Korczak, ps. „Korczak”, „Łodyga” (ur. 2 września 1909 we Lwowie, zm. 11 marca 1992) – porucznik kawalerii Wojska Polskiego i Armii Krajowej.

## Życiorys
Syn oficera artylerii austriackiej, Stanisława oraz romanistki, Janiny Chaintreuil. Uczył się kolejno w gimnazjach w Kołomyi, Łomży, Ostrowi Mazowieckiej, Rzeszowie. Spowodowane było to częstymi przeprowadzkami związanymi ze zmianą miejsca służby ojca. Po zdaniu matury wstąpił, 15 września 1930, wstąpił do Wojska Polskiego. W latach 1931–1933 był podchorążym Szkoły Podchorążych Kawalerii w Grudziądzu. 5 sierpnia 1933 roku Prezydent RP Ignacy Mościcki mianował go podporucznikiem ze starszeństwem z dniem 15 sierpnia 1933 roku i 56. lokatą w korpusie oficerów kawalerii, a Minister Spraw Wojskowych wcielił do 6 pułku strzelców konnych w Żółkwi. Był młodszym oficerem szwadronu. W 1936 przeniesiono go do 24 pułku ułanów w Kraśniku. 19 marca 1937 awansował do stopnia porucznika. W latach 1937–1938 dokształcał się w Centrum Wyszkolenia Broni Pancernej w Modlinie. W formowanym na poligonie w Baryczy od sierpnia do grudnia 1938 Dywizjonie Rozpoznawczym 10 Brygady Kawalerii, który w październiku tego roku w składzie 24 puł wziął udział w aneksji Zaolzia, dowodził jednym z dwóch plutonów czołgów rozpoznawczych TKS, wystawionych przez 2 Batalion Pancerny z Żurawicy. W 1939 roku służył w 2 Batalionie Pancernym w Żurawicy.
W kampanii wrześniowej 1939 roku walczył jako dowódca II plutonu 3 kompanii 2 Batalionu Czołgów Lekkich. 17 września w okolicach Woronienki przekroczył granicę z Węgrami. Do końca 1939 roku Chołoniewski był internowany w obozie niedaleko Budapesztu. Na początku 1940 roku przeszedł przez „zieloną granicę” i udał się do Lwowa. Otrzymał od konsulatu polskiego zadanie wejścia do konspiracji.
Z początkiem 1942 roku został dowódcą II odcinka Dzielnicy Wschodniej Okręgu Lwów Armii Krajowej, rok później dowodził III Dzielnicą. W tym czasie był także oficerem organizacyjnym. W roku 1944 został dowódcą oddziałów leśnych 14 pułku Ułanów Jazłowieckich AK. Ponadto był organizatorem trzech plutonów i trzech szwadronów. 15 lipca 1944 roku przejął dowództwo nad I Dzielnicą Wschodnią Lwowa. 31 lipca 1944 roku został aresztowany przez sowietów. 8 września umieszczono go w obozie Bakończyce, a 5 października przewieziono go w głąb ZSRR. Był więziony w Riazaniu, Diagilewie, Czerepowcu, obozie jenieckim NKWD w Griazowcu.
W 1948 roku zwolniono go z obozu na podstawie uznania go za obywatela Związku Socjalistycznych Republik Radzieckich. Przybył do Lwowa, skąd w 1950 roku, po długich staraniach, dostał się do Polski. Zatrudnił się w Uzdrowisku Duszniki-Zdrój, gdzie pracował do 1975 roku. Został pochowany na cmentarzu komunalnym w Dusznikach-Zdroju.
W 1937 roku poślubił Zofię Pulnarowicz (1914–1992), córkę senatora II RP Władysława Pulnarowicza, łączniczkę Armii Krajowej (1942–1944), z którą miał trójkę dzieci – Witolda Antoniego (1938–1981), córkę Marię (ur. 1941), a także Jerzego Marka (ur. 1952).

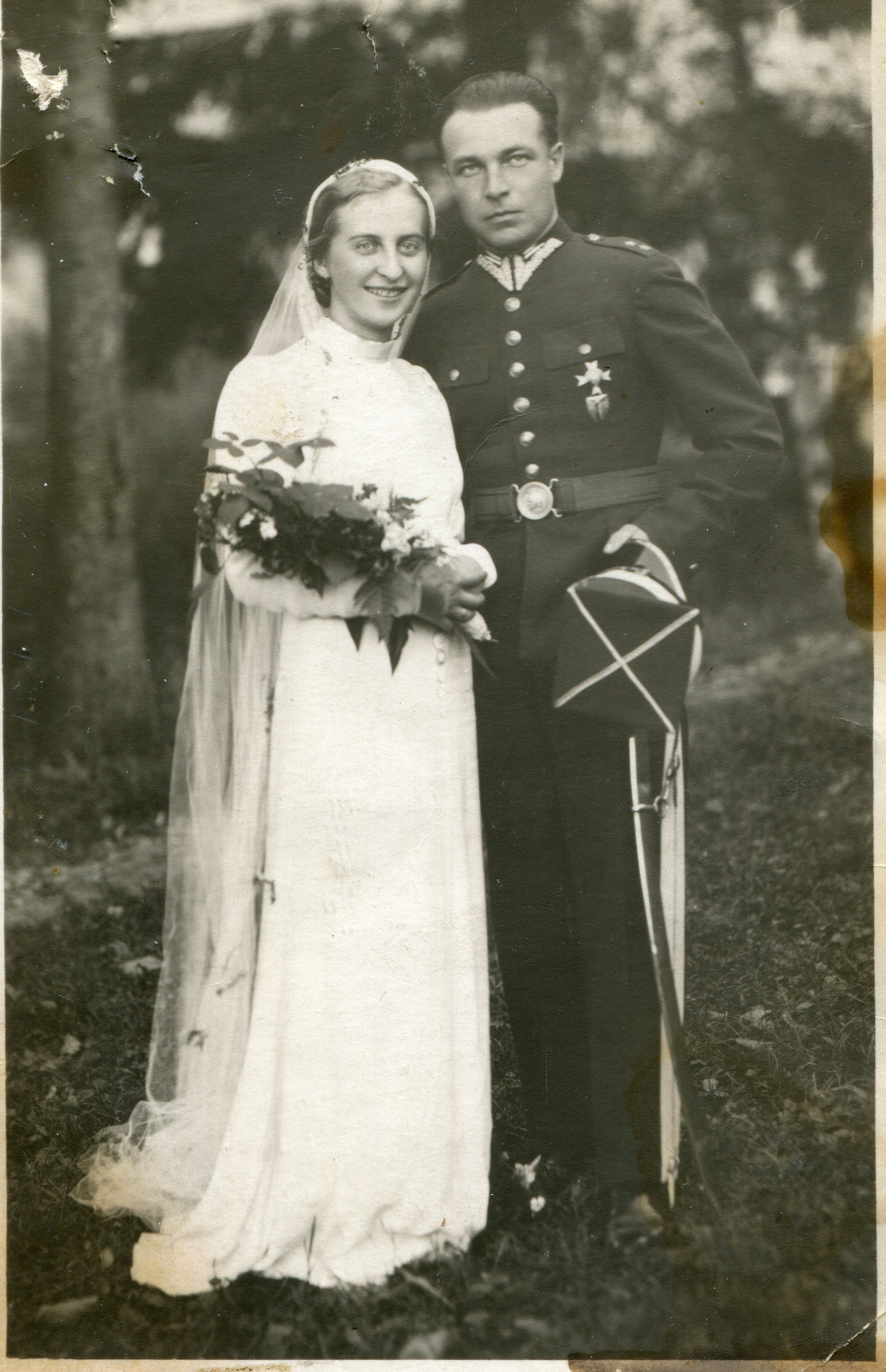
Ślub w 1937 z Zofią Chołoniewską zd.Pulnarowicz

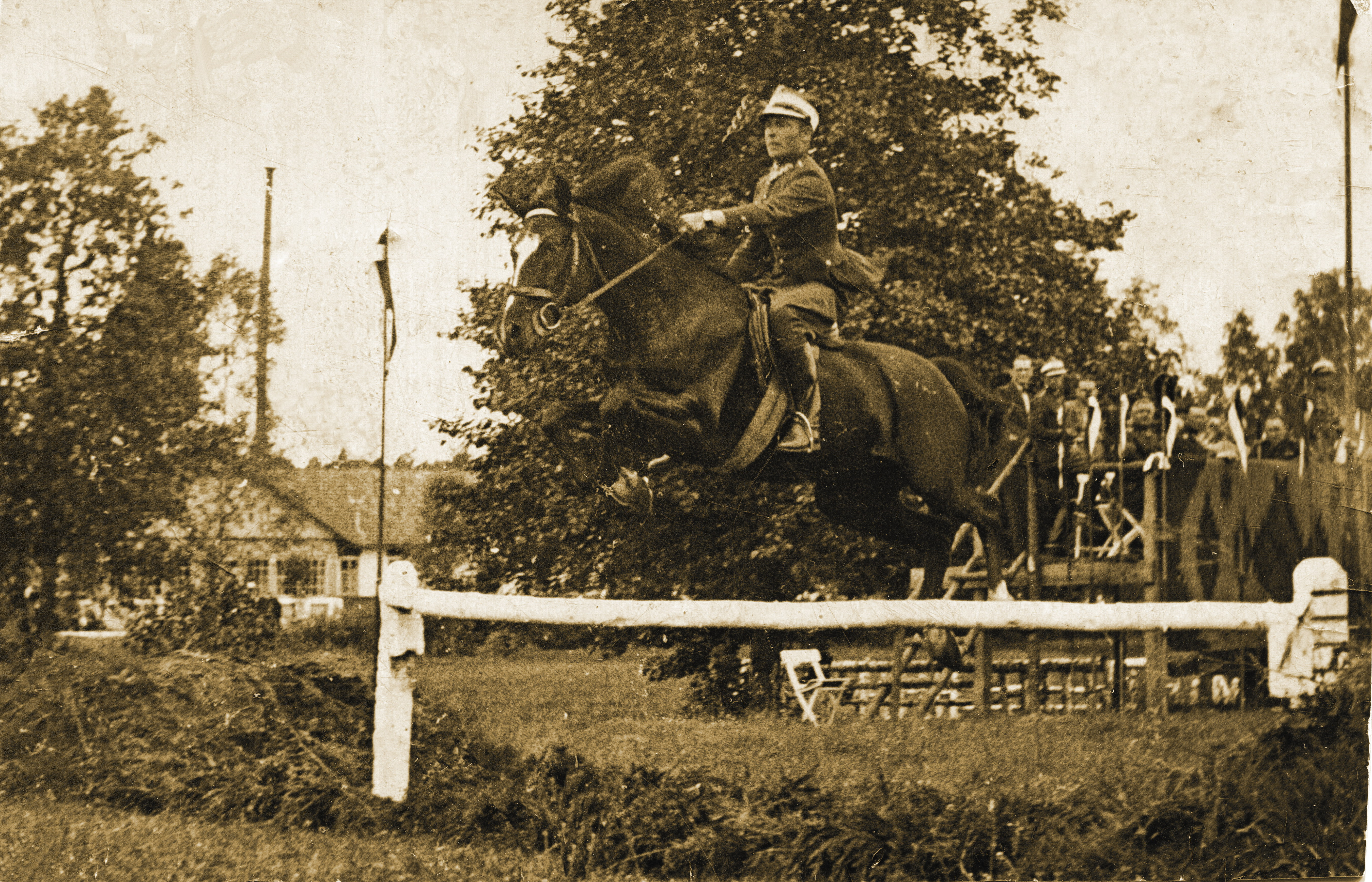
Zawody hippiczne skacze Andrzej Adam de Myszka Chołoniewski około 1936

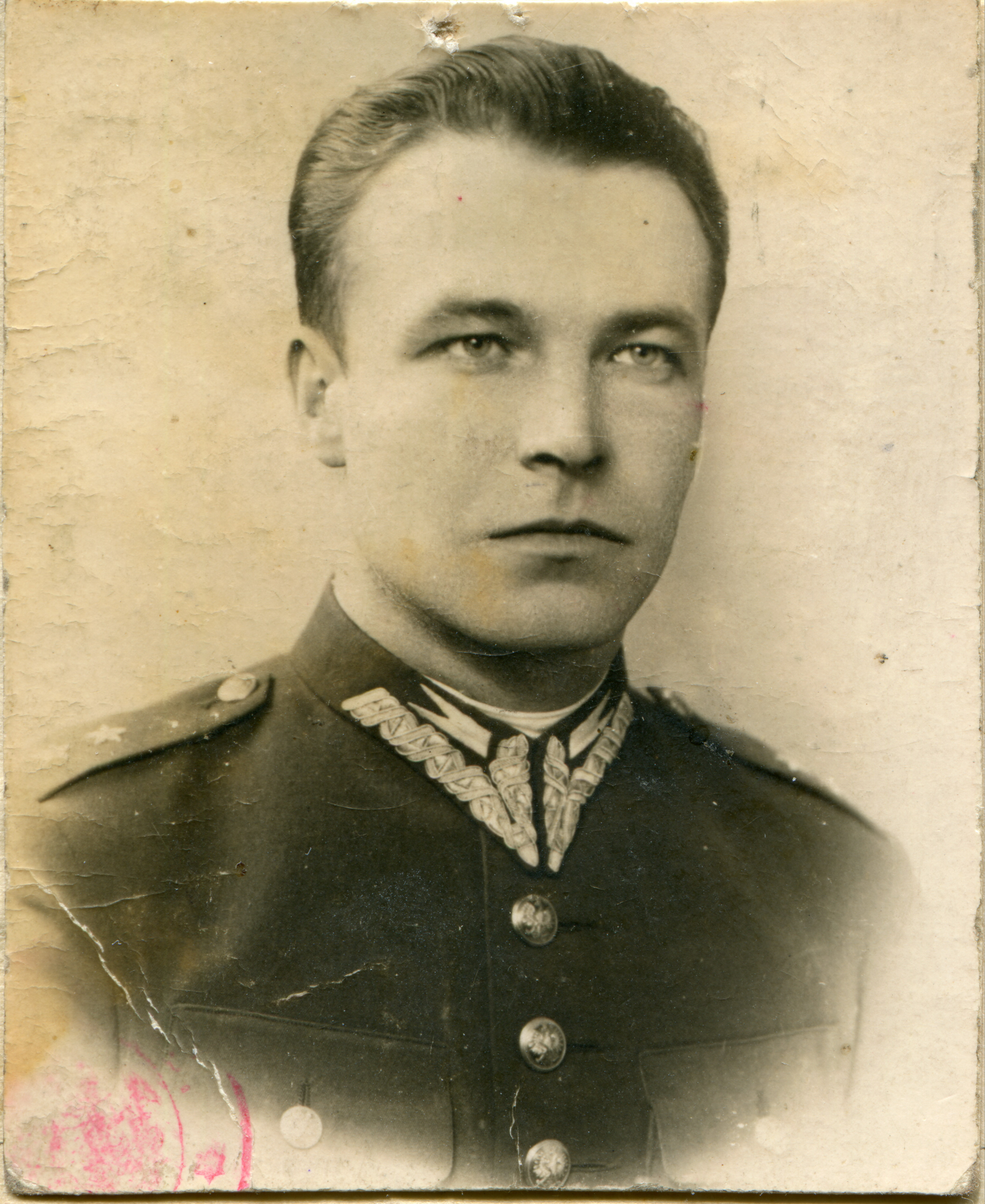
zdjęcie wykonane w Zurawicy k/Przemyśla

## Ordery i odznaczenia
Andrzej Chołoniewski otrzymał ordery i odznaczenia:
- Krzyż Oficerski Orderu Odrodzenia Polski (1986)
- Krzyż Kawalerski Orderu Odrodzenia Polski (1976)
- Krzyż Walecznych (1974)
- Krzyż Partyzancki (1974)
- Medal „Za udział w wojnie obronnej 1939” (1982)